# Сальсинь
Сальси́нь (фр. Salsigne) — коммуна во Франции, находится в регионе Лангедок — Руссильон. Департамент коммуны — Од. Входит в состав кантона Ма-Кабарде. Округ коммуны — Каркасон.
Код INSEE коммуны — 11372.

## Население
Население коммуны на 2008 год составляло 372 человека.
| 1962 | 1968 | 1975 | 1982 | 1990 | 1999 | 2008 |
| ---- | ---- | ---- | ---- | ---- | ---- | ---- |
| 655  | 689  | 571  | 436  | 372  | 354  | 372  |

## Экономика
В 2007 году среди 230 человек в трудоспособном возрасте (15—64 лет) 149 были экономически активными, 81 — неактивными (показатель активности — 64,8 %, в 1999 году было 64,5 %). Из 149 активных работали 125 человек (74 мужчины и 51 женщина), безработных было 24 (13 мужчин и 11 женщин). Среди 81 неактивных 12 человек были учениками или студентами, 32 — пенсионерами, 37 были неактивными по другим причинам.